# Sierra de la Solana de Alcudia
Sierra de la Solana de Alcudia är en bergskedja i Spanien.   Den ligger i provinsen Provincia de Ciudad Real och regionen Kastilien-La Mancha, i den centrala delen av landet, 210 km söder om huvudstaden Madrid.